# Aiptasiomorpha elongata
Aiptasiomorpha elongata är en havsanemonart som beskrevs av Oscar Henrik Carlgren 1951. Aiptasiomorpha elongata ingår i släktet Aiptasiomorpha och familjen Aiptasiomorphidae. Inga underarter finns listade i Catalogue of Life.